# Aulodesmus trepidans
Aulodesmus trepidans är en mångfotingart som beskrevs av Carl Graf Attems 1931. Aulodesmus trepidans ingår i släktet Aulodesmus och familjen Gomphodesmidae. Inga underarter finns listade i Catalogue of Life.